# Viva Laldjérie
Viva Laldjérie és una pel·lícula franco-belga-algeriana dirigida per Nadir Moknèche, estrenada l'any 2004.

## Argument
Durant l'hivern de 2003 a Alger, quan la violència islamista es desfermava en una guerra civil, una mare, la seva filla i una prostituta es van instal·lar en un hotel del centre de la ciutat. Goucem, la filla, porta una vida «normal» treballant per a un fotògraf; també té un amant generós (que està casat) i li agrada ballar a les discoteques els caps de setmana. Fifi, la seva fidel amiga, és una prostituta i està sota el control d'un home poderós. Papicha, la mare, viu en la nostàlgia de la seva vida com a antiga ballarina de cabaret. Les tres dones intenten negar la presència violenta o insidiosa de la mort que s'escampa al seu voltant.

## Repartiment
- Biyouna : Papicha
- Lubna Azabal : Goucem
- Nadia Kaci : Fifi
- Adel Bouanani
- Jalil Naciri : Samir
- Abbes Zahmani : Chouchou
- Lounès Tazairt : el doctor Aniss Sass
- Zizek Belkebla : el desconegut a la discoteca
- Akim Isker : Yacine Sassi

## Reconeixements
- XXVI edició de la Mostra de València: Palmera de Bronze[2]